# 卢梭木科
卢梭木科又名毛岛藤灌科、腕带花科或四粉花科等，共有4属13种，from New Guinea to New ZealandMauritius分布在新几内亚、澳大利亚东部、新西兰和毛里求斯。
1981年的克朗奎斯特分类法将其列在茶藨子科中，1998年根据基因亲缘关系分类的APG 分类法认为应该单独分出一个科，但只包含1属，放在菊目中，2003年经过修订的APG II 分类法扩大到4属， 2006年12月17日新修订的结果分为两个亚科：
- 卢梭木亚科（Rousseaoideae）只有1属1种—Roussea simplex，为常绿攀爬小灌木，只生长在毛里求斯；
- 腕带花亚科 （Carpodetoideae），共有3属12种，分布在从新几内亚，澳大利亚东部到新西兰，是乔木，花分布在嫩枝上面，包括：
  - Abrophyllum
  - Carpodetus
  - Cuttsia